# La serpiente de cascabel
La serpiente de cascabel es una película argentina del género de comedia filmada en blanco y negro dirigida por Carlos Schlieper según un guion de Eduardo Antón y Ariel Cortazzo que se estrenó el 17 de marzo de 1948 y que tuvo como protagonistas a María Duval, Juan Carlos Thorry, María Aurelia Bisutti y Milagros de la Vega.

Los exteriores fueron filmados en una quinta en la localidad de Hurlingham, Gran Buenos Aires, llamada Los tres Robles, propiedad en esas épocas de una familia de origen escocés, hoy funciona allí el colegio Parroquial San Fernando.

## Sinopsis
El inspector de policía Mario Robledo debe resolver el misterio de la muerte de la celadora de un instituto de señoritas, para lo cual se hace pasar por un profesor de música. La principal sospechosa es la traviesa colegiala Olga Arévalo. Una serie de enredos lleva a los protagonistas a involucrarse románticamente y a encontrar al culpable.

## Reparto
Intervinieron en el filme los siguientes intérpretes:

## Comentarios
Para la crónica del diario La Nación se trataba de "una película en tono de farsa (...) el dinamismo no es precisamente el ritmo, sino premura. El realizador ha querido hacer un retrato veloz (...) María Duval se nos muestra con una nueva faz de sus posibilidades Por su parte Manrupe y Portela opinaron que la película era "divertida, a pesar de lo irreal y arbitraria, con la protagonista en un papel diferente. Una de las buenas comedias del autor, de la que merecen verse una secuencia onírica increíble ambientada en la antigua Grecia, y la labor de Homero Cárpena como el profesor gay de ballet."